# Boulevard de la Libération (Saint-Denis)
Pour les articles homonymes, voir Boulevard de la Libération.
Le boulevard de la Libération est une voie de communication de Saint-Denis.

## Situation et accès

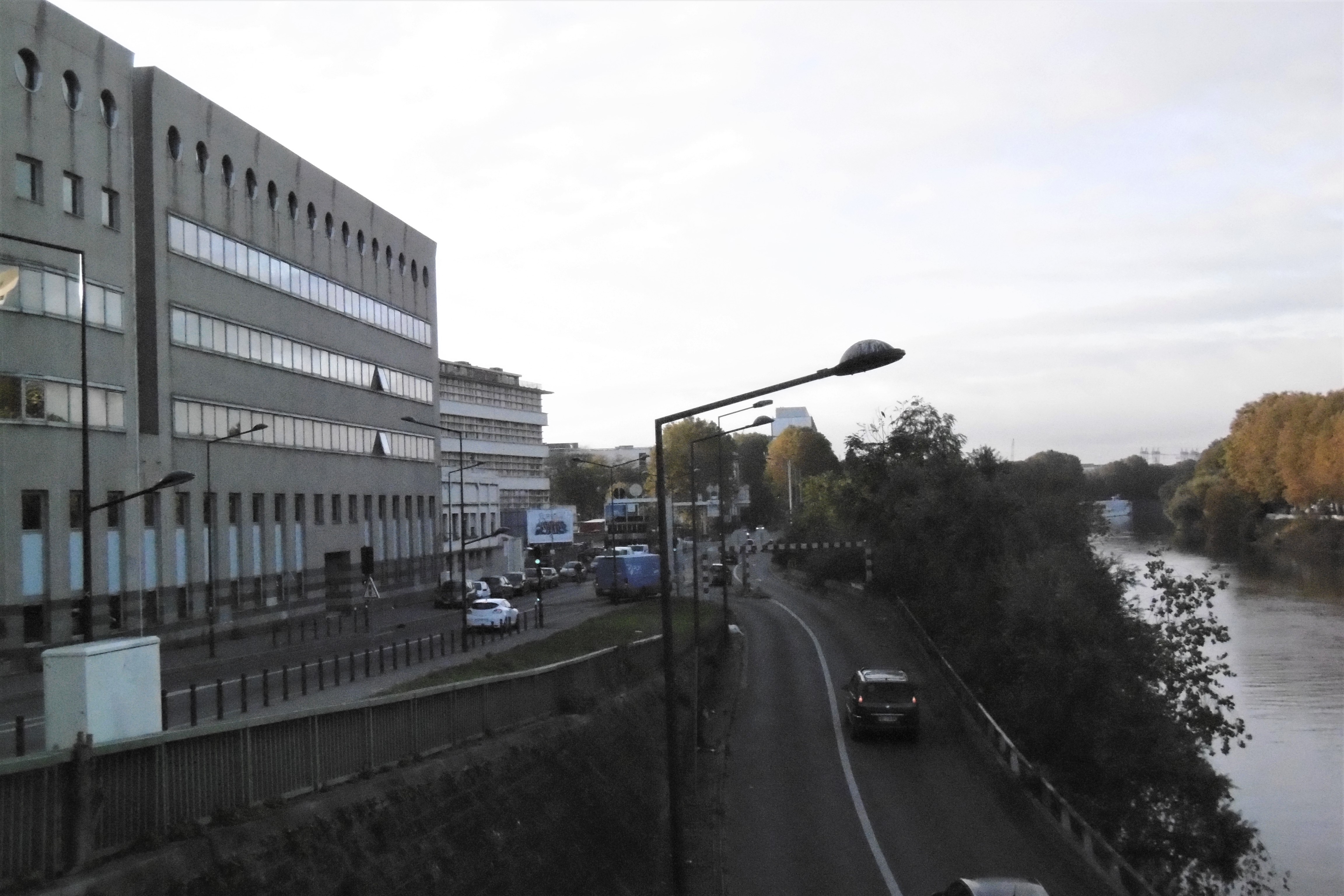
Vue vers le sud du boulevard de la Libération, au niveau de la rue du Port.

Le boulevard de la Libération suit le tracé de la route départementale D 14 puis de la route départementale D 914.
Partant du carrefour Pleyel vers le nord, il croise la rue Ampère en passant sous le pont du boulevard de la Libération, puis arrive à la Seine. À partir du quai de Saint-Ouen, il longe le fleuve sur près de la moitié de sa longueur.
Il se termine dans le prolongement du quai de Seine, au carrefour de la rue du Port qui franchit le fleuve sur le pont de l'île Saint-Denis.

## Origine du nom
Ce boulevard a ainsi été nommé en hommage à la Libération de la France en 1944.

## Historique

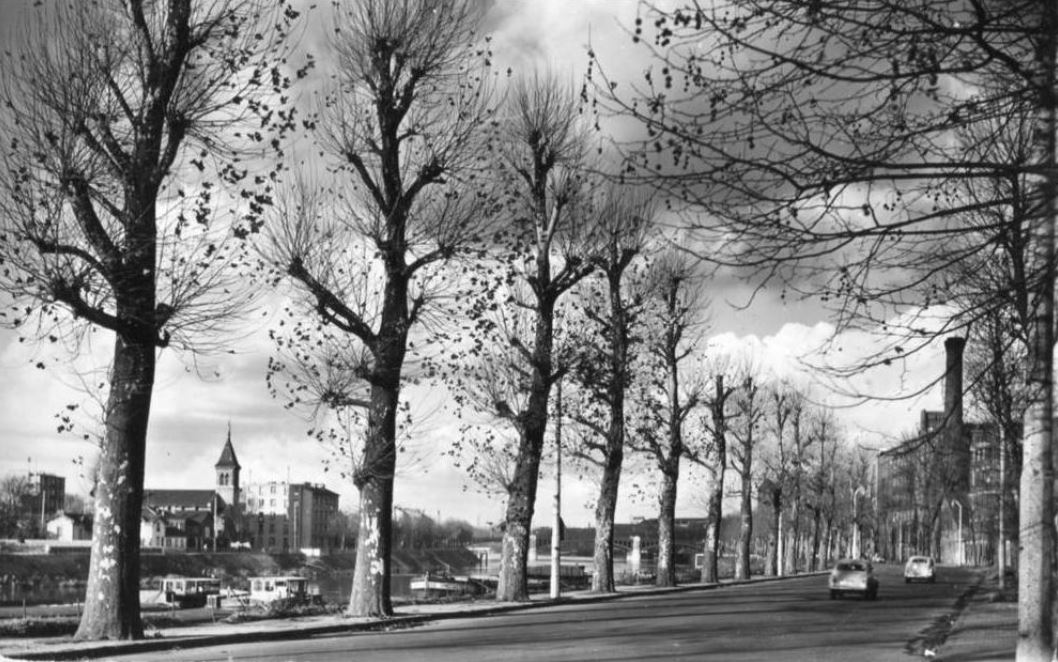
Partie du boulevard Ornano en bord de Seine, maintenant boulevard de la Libération.

En 1854, le nom de boulevard Ornano fut attribué à cette voie de communication.
Le 19 août 1944, pendant la Libération de Paris, les gardiens de la Paix Louis Royer et Germain Fregeac sont tués à l'angle du quai de Saint-Ouen et du boulevard d'Ornano, en tentant de forcer le passage devant une colonne de chars d'assaut
. Ils sont enterrés au cimetière de Saint-Denis.
En 1949, la partie au nord du carrefour Pleyel prit son nouveau nom, tandis que la partie au sud s'appelle toujours boulevard Ornano.
Il a donné son nom au pont du boulevard de la Libération qui l'enjambe au carrefour de la rue Ampère et de la nouvelle branche de la route de la Révolte.